# Сто, Кевин
Кевин Сто (фр. Kevin Staut; род. 15 ноября 1980, Ле-Шене) — французский конник, чемпион Олимпийских игр 2016 года в командном конкуре, двукратный серебряный призёр Всемирных конных игр, чемпион Европы.

## Биография
Кевин Сто родился в 1980 году в комунне Ле-Шене. В 1987 году переехал в Пендепи. Заниматься конным спортом начал на лошади Аполлон, принадлежащей его матери. В 1995 году Сто стал чемпионом Франции среди юниоров. В августе 2000 года французский конник стал чемпионом Европы среди молодёжи в командном конкуре, выступая на лошади Crocodile Man. В 2009 году Сто стал чемпионом Европы уже среди взрослых, выиграв индивидуальный конкур на лошади Kraque Boom. На Всемирных конных играх 2010 года в Кентукки Кевин Сто, выступавший на лошади Silvana HDC, стал 15-м в личном конкуре и серебряным призёром в командном. В 2011 году Сто стал вторым в командном зачёте европейского первенства. В мае 2011 года Кевин Стаут стал членом Исполнительного комитета Международной федерации конного спорта.
В 2012 году Кевин Сто дебютировал на летних Олимпийских играх. В Лондоне французский конник выступал на лошади Silvana HDC . В личном зачёте Сто сумел пробиться в финал соревнований, однако занял там лишь 34-е место. В командном турнире французские конкуристы заняли 12-е место и выбыли из борьбы за медали. В апреле 2013 года Сто занял третье место в финале Кубка мира FEI. На Всемирных конных играх 2014 года французские конкуристы повторили успех четырёхлетней давности и вновь стали обладателями серебряных наград. В личном зачёте Сто занял лишь 22-е место.
На летних Олимпийских играх 2016 года в Рио-де-Жанейро Кевин Сто выступал на лошади Reveur de Hurtebise. В личном зачёте Кевин Сто успешно преодолел три квалификационных раунда, однако в финале французский конник набрал 12 штрафных баллов, по итогам двух раундов и занял итоговое 22-е место. В командном конкуре французы успешно провели оба раунда, получив всего 3 штрафных балла и стали олимпийскими чемпионами. На Всемирных конных играх 2018 года французским конникам не удалось продлить свою медальную серию и в командном турнире они заняли лишь 9-е место. В личном конкуре Сто не смог пробиться в третий этап, заняв итоговое 38-е место.

## Награды и звания
30 ноября 2016 года было присвоено звание кавалера ордена Почётного легиона.